# リンクのボウガントレーニング

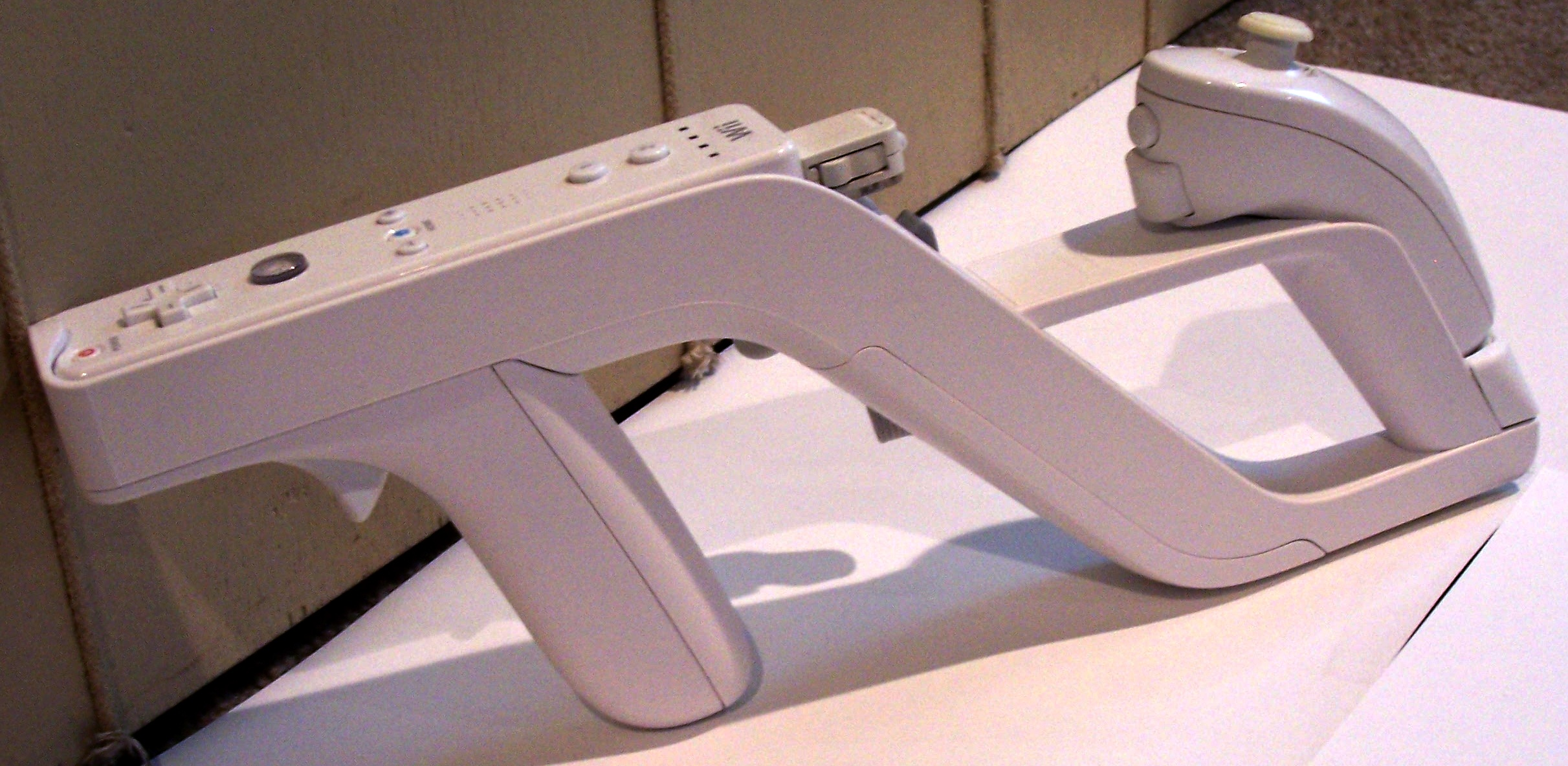
Wiiザッパー

『リンクのボウガントレーニング』（Link's Crossbow Training）は、任天堂が開発し、2008年5月1日に発売されたWii専用ゲームソフト。『ゼルダの伝説シリーズ』の派生作品。銃型のアタッチメント「Wiiザッパー」を同梱した『リンクのボウガントレーニング＋Wiiザッパー』として発売されており、ソフト単品での発売はされていない。アメリカでは2007年11月19日、ヨーロッパでは2007年12月7日にそれぞれ発売された。
『ゼルダの伝説 トワイライトプリンセス』の舞台をベースにしたガンシューティングおよびTPSゲーム。ミニゲーム性が強く、シリーズの続編としては今までの大作・アクションRPGの方向性とは特に違ったものになる。主人公のリンクが操る武器は剣でもなければ弓でもなく、Wiiザッパーの形に似たボウガンを操る。

## スコアアタック
1人用モード。レベル1～8とFINALの9レベルがあり、1つのレベルにつきゲームシステムの違う3つのステージの全27面で構成される。制限時間内でより多くのスコアを稼ぐのが目的。最初はレベル3までできる。
主観視点・視点固定で移動も自動というガンシューティングタイプの「ターケッドシュート」、三人称視点・リンクの位置は固定だがポインターで360度旋回可能の「ディフェンダー」、ポインターで旋回・スティックで移動可能なTPSタイプの「レンジャー」の3種類のステージからなる。なおステージは、前作『トワイライトプリンセス』の面を再利用しており、似通った面が多く登場する。
終了時に点数に応じて、4種類のメダルを獲得できる。メダルを獲得することによって次のレベルをプレイできる。

## みんなであそぶ
最大4人まで遊ぶことができるモード。Wiiザッパーを手渡しながら1つのステージのスコアを競う。

## れんしゅう
全27ステージの練習ができる。ただし、まだ出現していないステージはできない。
ステージ1つごとにハイスコアが記録される。

## ボス
タートナック（Tartknuckle）
今作の中ボス。相変わらずの剣術と破壊力を持つ。攻撃を与えた後も鎧（?）のようなのが飛んでくる。鎧を剥がし、身軽な状態にすると、体をバラバラの虫の大群の状態にし、急にリンクの前に現れたりする。『トワイライトプリンセス』とは異なった攻撃が多い。
ハーラ・ジガント（Hahra Zigant）
今作のラスボス。口から炎の付いた岩石とバブルを吐き出し攻撃をしてくる。手と頭が弱点。手を撃った時はまるでボケキャラのような動きをする。今回は頭だけで襲ってくることはない。
元は『トワイライトプリンセス』の1ダンジョン「砂漠の処刑場」のボス。

## 開発
『ゼルダの伝説』シリーズの生みの親である宮本茂が「社長が訊く」で語ったところによると、アメリカではパソコン向けに発売されたファーストパーソンシューティングゲーム（以下：FPS）が家庭用ゲーム機にどんどん移植された一方、日本ではその土壌ができていないところに難しい作品が現れるようになってしまったといい、本作は単純なシューティングゲームとFPSの架け橋として生み出された。
FPSの入門編という位置づけであることから、『はじめてのWiiザッパー』というタイトルも候補に挙がったが、『はじめてのWii』と混同されるおそれがあることから却下された、また、ゼルダの伝説シリーズを基にした続編のような題名（例：「ゼルダの伝説 幻のボウガン」）にすると、ユーザーが壮大なストーリーが楽しめると誤認する可能性があったことから、あえて題名に「トレーニング」という単語がつけられた。
本作は、宮本が『トワイライトプリンセス』の開発後に外伝を作れないかという話を持ち掛けたことで誕生した。宮本は、同作の開発に際してやり残しがあったことに加え、新作を出そうとすると数年後になってしまうのに対し、『トワイライトプリンセス』プレイ済みのユーザーに同じ世界観で新しい遊び方を提供できると楽しいだろうと考えたことが背景にあったと「社長が訊く」で明らかにしている。スタッフから提示されたアイデアは外伝どころか大作レベルのものばかりであり、企画が一時迷走したこともあった。また、宮本はWiiザッパーを活かした作品を作りたいとも考え、『トワイライトプリンセス』の世界観をもとにした、Wiiザッパーを使ったゲームを提言した。スタッフたちは一度作ったソフトを再利用することに消極的だったため、まず宮本はWiiザッパーで遊べる物を作り、Nintendo Of Americaのチームにモニタリングを依頼した。このチームにはゼルダの伝説シリーズのファンもおり、当初はこの組み合わせを不安視していたものの、テストプレイによってその不安は払しょくされ、むしろ積極的に情報提供を行った。
この反応を踏まえ、宮本は面白さを追及するため、過程に重きを置く方針を立て、様々な制約を課した。ボスキャラクターを作ることにも制限をかけていたが、最終的には1体のボスキャラクターが作られた。